# ТЕС Ал-Губра
ТЕС Ал-Губра — колишня теплова електростанція в Омані, котра знаходилась у столичному місті Маскат.
Станцію спорудили в межах комбінованого проекту, котрий мав забезпечити столицю султанату електроенергією та водою. У 1977—1979 роках тут ввели в експлуатацію дев'ять встановлених на роботу у відкритому циклі газових турбін General Electric Frame 5 потужністю по 17,5 МВт. В подальшому генераторні пможливості зросли внаслідок встановлення двох газових турбін General Electric Frame 6 потужністю по 27 МВт та двох General Electric Frame 9 з показником по 95 МВт (останні ввели в експлуатацію у 1995-му). Крім того, на майданчику змонтували шість парових турбін, дві останні з яких потужністю по 30 МВт запустили у 1993-му та 1997-му.
Продуковане під час генерації електроенергії тепло використовували для опріснення води за технологією багатостадійного випаровування (Multi Stage Flash). У підсумку після шести етапів розширення комплекс досяг показника у 205 тис. м3 на добу.
Станом на початок 2010-х ТЕС використовувала всі 13 газових та 4 парові турбіни. При цьому зареєстрована потужність Frame 5 коливалась від 15,4 МВт до 17,8 МВт,  Frame 6 мали показники у 27,4 МВт, а Frame 9 — 95,7 МВт та 96,4 МВт. Парові турбіни № 3 — 6 мали показники у 8,3 МВт, 39,2 МВт, 31,8 МВт та 30,2 МВт. Таким чином, загальна потужність станції становила 509,6 МВт, проте 28 МВт забирало опріснювальне виробництво.
У 2018-му на тлі введення нових, значно ефективніших опріснювальних заводів, ТЕС Ал-Гурба закрили.
Як паливо станція споживала природний газ, постачений по трубопроводу Їбал — Маскат.
Для охолодження використовували морську воду.
Зв'язок з енергосистемою відбувався за допомогою ЛЕП, розрахованою на роботу під напругою 132 кВ.
Протягом усього свого життєвого цикла станція належала державі Оман. З 2002-го це здійснювалось через Electricity Holding Company SAOC, в подальшому перейменовану у Nama Holding.